# Shvetsov ASh-62
Lo Shvetsov M-62, dal 1941 indicato come Shvetsov ASh-62 era un motore radiale a 9 cilindri raffreddato ad aria progettato dall'OKB 19 diretto da Arkadij Dmitrievič Švecov e sviluppato in Unione Sovietica nella seconda parte degli anni trenta.
Sviluppo del precedente Shvetsov M-25, a sua volta copia sovietica realizzata su licenza dello statunitense Wright R-1820 Cyclone, venne inizialmente concepito per equipaggiare aerei da caccia destinati alla Voenno-vozdušnye sily, l'aeronautica militare sovietica, per poi svilupparne una versione destinata all'aviazione civile.
Introdotto, nella sua prima versione, dal 1938 e prodotto in gran numero come equipaggiamento dei caccia Polikarpov I-15, I-16 e I-153, fu realizzato nella più recente versione ASh-62IR per più di cinquanta anni, equipaggiando gli Antonov An-2 da trasporto. Fu a sua volta prodotto su licenza, nella versione ASh-62IR, in Cina, dalla ZEF - Zhuzhou Aero-Engine Factory con la designazione HS-5, ed in Polonia, dalla WSK "PZL-Kalisz" ed indicato come ASz-62.

## Storia, sviluppo e descrizione tecnica
Il progetto dell'M-62 nacque in risposta ad una specifica emessa per la fornitura di un nuovo motore destinato ad equipaggiare aerei da caccia e destinato a sostituire il precedente M-25.
Si trattava di un motore radiale a 9 cilindri raffreddati ad aria, disposti su unica fila. Era caratterizzato da cilindri con testata in alluminio e distribuzione a 2 valvole in testa comandate da un sistema ad aste e bilancieri.
Nella sua prima versione, lo Shvetsov M-62 era caratterizzato da una cilindrata complessiva di 29,87 L e sviluppava una potenza al decollo di 1 000 CV (735,5 kW) a 2 200 giri/min (840 CV nominali) che si riduceva ad 800 CV alla quota di ristabilimento di 4 200 m.
Lo sviluppo M-62IR, poi ASh-62IR, era caratterizzato dall'adozione di cilindri dalla cilindrata unitaria ridotta.

## Versioni
M-62
versione iniziale di produzione, in seguito identificata come ASh-62 (АШ-62); cilindrata 29,87 L, potenza espressa 1 000 CV al decollo, 840 CV nominali, 800 CV a 4 200 m. Peso a vuoto 520 kg.
M-62R (in cirillico М-62Р)
seconda versione produttiva identificata anche come ASh-62R (АШ-62Р);
M-62IR (in cirillico М-62ИР)
versione profondamente riveduta e destinata all'aviazione civile, identificata anche come ASh-62IR (АШ-62ИР); cilindrata 20,60 L, potenza espressa 1 000 CV al decollo, 820 CV nominali, 840 CV a 4 200 m. Peso a vuoto 560 kg.

## Velivoli utilizzatori
Canada
- de Havilland Canada DHC-3/1000 (ASz-62)

 Cina
- Nanchang Y-5, poi Shijiazhuang Y-5 (HS-5)

 Finlandia
- VL Humu

 Polonia
- PZL-106 Kruk (ASz-62)
- PZL M18 Dromader (ASz-62)
- PZL M24 Dromader Super (K-9AA) (ASz-62)

 Unione Sovietica
- Antonov An-2 (ASh-62IR)
- Antonov An-4 (ASh-62IR)
- Antonov An-6 (ASh-62IR)
- Beriev KOR-2, poi Be-4
- Beriev KOR-9 (solo progetto)
- Borovkov-Florov I-207
- GST (Consolidated PBY Catalina prodotti su licenza)
- Kharkov KhAI-5
- Lisunov Li-2 (ASh-62IR)
- Polikarpov I-15
- Polikarpov I-16 Type 18 e Type 24
- Polikarpov I-153 (ASh-62R)
- Polikarpov Ivanov
- Sukhoi Su-12
- Tupolev ANT-35bis
- Tupolev ANT-51 Ivanov